# Renate Habinger
Renate Habinger(Sankt Pölten, 11 augustus 1957) is een Oostenrijkse grafisch kunstenaar en illustrator. 
Ze studeerde grafisch ontwerp aan het Höhere Graphische Bundes-Lehr- und Versuchsanstalt (1971-1975). In 1997 richtte ze een papierwerkplaats op, de "Schneiderhäusl", in Oberndorf an der Melk.